# Orchestre symphonique de Sherbrooke
L'Orchestre symphonique de Sherbrooke (OSS) est un orchestre symphonique canadien créé en  1935 et dirigé depuis 1998 par Stéphane Laforest.

## Histoire
Le premier spectacle de l'Orchestre symphonique de Sherbrooke a eu lieu le 3 avril 1940. Créé par Horace Boux, Sylvio Lacharité et d'autres citoyens, l'orchestre fut d'abord connu sous le nom de symphonie Saint-Charles en 1935 au Séminaire de Sherbrooke. Le chef d'orchestre de l'époque est Sylvio Lacharité.
Le 13 février 1945, l'orchestre donne ses premières représentations au théâtre Granada. À partir de 1964, il signe une entente avec l'Université de Sherbrooke afin de pouvoir donner ses représentations à la salle Maurice O'Bready du Centre culturel de cette dernière.
En 1969, le chef Sylvio Lacharité tire sa révérence. Au début des années 1980, l'Orchestre annonce la fondation d'une école de musique.

## Prestations
Au cœur des activités culturelles en Estrie, l'orchestre compte près de 1 300 spectateurs lors de ses représentations, dont environ 700 abonnés.
Depuis le milieu des années 2000, l'orchestre offre quelques représentations gratuites au centre-ville de Sherbrooke et ailleurs dans la région à chaque année.
En plus de s'attaquer au répertoire classique, l'orchestre offre parfois des concerts hommage ou thématiques. On retrouve entre autres des hommages aux Beatles, à Robert Charlebois, Claude Léveillée, Richard Séguin, etc..
L'orchestre offre également un spectacle pour le temps des fêtes à chaque année.

## Direction
- Sylvio Lacharité (1935–1969)
- Claude Paradis (1969-1976)
- Guy Robitaille, Raymond Dessaints et Pierre Rolland (1976-1977)
- Roland Leduc (1977-1980)
- Brian Ellard (1980-1983)
- Jean-François Sénart (1985-1986)
- Marc David (1988-1998)
- Stéphane Laforest (1998-2022)

## Récompenses
- (Fin des années 1990) : Prix du meilleur orchestre régional — Conseil des arts et des lettres du Québec[6].